# Góra Arctowskiego (Svalbard)
Góra Arctowskiego (norw. Arctowskifjellet) – góra na Spitsbergenie o wysokości 973 m n.p.m. Leży na południe od Sassenfjorden. Nazwę nadał w 1920 roku szwedzki podróżnik Gerard de Geer na cześć polskiego polarnika Henryka Arctowskiego.